# Žongliranje
Žongliranje je spretnost manipuliranja objektov za zabavo ali šport. Najbolj prepoznavno je kaskadno žongliranje s tremi žogicami. A termin žongliranje se lahko nanaša tudi na druge spretnosti z rekviziti – imenovanimi v žargonu propsi, kot so diabolo, devil sticks, poi, cigaretne škatle, ogneni plesi, kontaktno žongliranje, hulahupi, heki seki in manipulacije s klobuki ter kiji.
Beseda žongliranje izhaja iz srednje angleščine jogelen (zabavati s triki) in delno iz stare francoščine jangler.

## Zgodovina in izvor

### Od antike do danes
V Evropi je bilo žongliranje čisto sprejemljiva aktivnost vse do propada Rimskega cesarstva, po tem je namreč padlo v sramoto. Skozi srednji vek so večino zgodovine pisali religiozni kleriki in ti so se zmrdovali nad preformerji, ki so žonglirali ter jih obtoževali slabe morale in celo čarovništva. Dolgo so zato žonglerji nastopali samo na trgih, ulicah in pivnicah, pa še to s kratkimi in pogosto zbadljivimi predstavami.
Leta 1768 Philip Astley odpre prvi moderni cirkus. Nekaj let pozneje zaposli tudi žonglerje, ki imajo točke skupaj s konji in klovni. Od tedaj so žonglerji povezani tudi s cirkusom. A razvoj žongliranja se zopet ustavi v sredini dvajsetega stoletja skupaj z vzponom filma, radia in televizije. Kljub temu v zgodnjih petdesetih letih dvajsetega stoletja večje število ljudi začne žonglirati za hobi. V teh časih je nastala tudi International Jugglers Association, sprva kot klub nastopajočih žonglerjev, a kmalu so se jim pridružili tudi ne-nastopajoči in začeli snovati vsakoletne konvencije. IJA še vedno prireja poletne konvencije, od katerih je EJC največje srečanje žonglerjev, ki se vsako leto dogaja v drugem evropskem mestu. Za promocijo žongliranja pa so ustvarili tudi žonglerski dan, ki je tradicionalno v soboto sredine junija. Večina mest in večjih krajev ima svoje žonglerske klube. Internet Juggling Database pa vzdržuje iskalno bazo večine teh žonglerskih klubov po svetu.
Žonglerske konvencije ali festivali tvorijo hrbtenico žonglerske scene. Fokus je druženje in deljenje znanja, hkrati z odprtimi treningi pa so prisotne tudi delavnice mojstrov za posebne tehnike in spretnosti. Večina konvencij vključuje tudi glavni show, ki je odprt za javnost, tekmovanja in žonglerske igre ter mestne parade.

## Žonglerski rekordi
Žonglerske rekorde, potrjene z javno dostopnim video gradivom, beleži juggling records
1. Obroči: 12 obročev in 16 ulovov, Willy Colombaioni v letu 2016.
2. Žogice: 14 žogic in 14 ulovov, Alex Barron v letu 2017.
3. Kiji: 9 kijev in 11 ulovov, Eivind Dragsjø v letu 2016.

Vsak od teh rekordov je poznan kot flash, kar pomeni, da je vsak rekvizit vržen in ulovljen samo enkrat. Zato nekateri oporekajo, da so to pravi žonglerski rekordi in po njihovih merilih je za pravo žongliranje potrebno imeti vsaj dva ulova. Po teh merilih pa so rekordi naslednji:
1. Obroči: 10 obročev in 47 ulovov, Anthony Gatto v letu 2005.
2. Žogice: 11 žogic in 34 ulovov, Tom Whitfield v letu 2022.
3. Kiji: 8 kijev in 16 ulovov, Anthony Gatto v letu 2006.

## Žonglerski zapis
Žonglerski triki in vzorci lahko postanejo zelo kompleksni in bi jih bilo težko razložiti naprej brez nekakšnega sistema. Za zapis in odkrivanje novih vzorcev so jih razvili kar nekaj. Diagrami so najpreprostejši način predstavitve na papirju, a uporabljajo slike in njihova uporaba je omejena. Lestvični diagrami sledijo poti propsov skozi čas in vzročni diagrami sledijo kje v zraku so propsi ter predpostavljajo, da ima žongler v rokah vedno en rekvizit.
Naprednejši način zapisa je imenovan siteswap in je tudi daleč najbolj uporabljan. Različne višine metov imajo svoj beat ali tempo kolikor trajajo in zato imajo pripisano relativno število. Iz njih lahko predstavimo vzorec v zaporedju številk kot npr. 3, 744 ali 97531. To so primeri za en par rok, ki izvajajo izmenjujoče oz. asinhrone mete. Za prikaz vzorcev metov z obema rokama naenkrat obstajajo drugačne konvencije zapisa, pa tudi ti. multiplex siteswap za vzorce metov dveh ali več žogic naenkrat iz ene roke. Razvili so še več razširitev tega osnovnega sistema, kot so siteswap za podajanje, večročni-zapis ('Multi-Hand Notation), in splošni siteswap (General Siteswap).
Najnoveša pogruntavščina pa je beatmap, ki naj bi bil sposoben številčnega zapisa vsakršnega števila rok ali žonglerskih propsov in vsakršnega ritma brez dodatne kompleksnosti k osnovni strukturi zapisa. V njem naj bi bilo mogoče zapisati tako žoge v vzorcu, kot tudi roke ali ramena žonglerja in položaj, lokacijo ali orientacijo telesa žonglerja. Luke Burrage, izumitelj beatmapa trdi, da njegov sistem pokriva več vzorcev kot vsi diagrami in vsi siteswapi združeni. A je do sedaj uporaba beatmapa zelo omejena, saj večina žonglerjev in žonglerske programske opreme razume samo variacije siteswapov.

## Kontaktno žongliranje
Je oblika manipuliranja objektov, ki se usmerja na gibanje objektov, kot so npr. žoge, v kontaktu s telesom. Razdeljeno je v tri glavne tehnike:
1. Telesno kotaljenje pomeni manipulacijo enega ali več propsov (po navadi akrilnih krogel) okoli rok, ramen in telesa.
2. Dlaneno vrtenje pomeni manipulacijo dveh ali več žog v odprti dlani, tako da je vsaj ena izmed njih v gibanju. Žoge so lahko v obeh rokah ali pa se premikajo iz ene v drugo v gladkem gibanju in fluidnih vzorcih.
3. Izolacija pomeni manipulacijo po navadi enega propa, ki se kaže kot suspendiran v prostoru, medtem ko nastopajoči premika roko pod njim ali celotno telo okoli njega.

Nekatere manipulacije kot je ravnotežje ali kotaljenje ene žoge na glavi so poznane že dolgo časa. Kontaktno žongliranje v moderni obliki pa izhaja iz rutine poimenovane Light, ali Luč, ki jo je razvil Michael Moschen v letu 1980. V tej predstavi je uporabil čiste akrilne krogle kot edini prop in jih vrtel v dlaneh tudi do osem na enkrat. Predstavo je končal s kotaljenjem po telesu z eno samo kristalno čisto kroglo, ki je izgledala kot da lebdi nad njegovimi rokami in rameni, kot krogla luči. V filmu Davida Bowija - Labrint, njegov karakter kontaktno žonglira skozi celoten film. Te manipulacije je na slepo za njim delal prav Micheal Moschen.
Leta 1991 je James Ernest, sicer razvijalec iger, napisal knjigo Contact Juggling. Tako je Ernest verjetno izumitelj tega izraza, saj ga Moschen ni uporabljal, pač pa je imel druge izraze, ki se niso prijeli (crystal ball manipulation, dynamic manipulation).

## Žongliranje v Sloveniji
V Sloveniji se žonglerstvo še posebej razvija od leta 2005, ko smo na Ptuju gostovali Evropsko žonglersko konvencijo. 
V Sloveniji je že nekaj društev, ki se ukvarjajo izključno z žongliranjem. Eno izmed društev je Društvo Žongler Arhivirano 2018-11-01 na Wayback Machine., ki se nahaja na Viru pri Domžalah. Slednja je zelo uveljavljena Žonglerska skupina Čupakabra iz gorenjske. Med dejavne sodi tudi Žonglersko društvo Grinta Arhivirano 2008-04-01 na Wayback Machine., ki se nahaja na štajerskem koncu Slovenije. V prestolnici je veliko žonglerjev združenih v Cirkokrog, ki pa se ukvarja tudi z ostalimi cirkuškimi veščinami. 